# Сапронов, Владимир Сергеевич
Влади́мир Серге́евич Сапро́нов (15 февраля 1939, с. Акимо-Ильинка, Узловский район, Тульская область — 23 сентября 2019) — русский поэт.

## Биография
Родился в семье сельской учительницы и финансового работника. Окончил школу с серебряной медалью. Печатается с 1956 года. В 1962 году окончил Московскую ветеринарную академию. Работал старшим зоотехником Новомосковского колхозно-совхозного производственного управления, инструктором Новомосковского, а затем секретарем Узловского горкома ВЛКСМ. С 1976 года член Союза писателей СССР. Публиковался в журналах «Новый мир», «Октябрь», «Юность», «Огонёк», «Сельская молодёжь», «Крокодил», еженедельниках «Литературная газета», «Литературная Россия» и других столичных и региональных периодических изданиях.
О творчестве поэта писали многие известные литераторы: С. В. Михалков, В. Ф. Боков, С. С. Наровчатов, В. В. Кожинов, Н. К. Старшинов, В. Я. Лазарев.
Жил в родном селе Акимо-Ильинка.

## Награды и премии
- Медаль «Ветеран труда»[4]
- 1980 — премия Тульского комсомола[4]
- 2000 — премия им. Л. Н. Толстого
- 2013 — премия им. Ярослава Смелякова